# 兵庫県道209号鶴林寺線
兵庫県道209号鶴林寺線（ひょうごけんどう209ごう かくりんじせん）は、兵庫県加古川市を通る一般県道である。

## 概要
加古川市加古川町北在家から加古川市尾上町長田に至る。

### 路線データ
- 起点：加古川市加古川町北在家（兵庫県道129号別府港加古川停車場線交点）
- 終点：加古川市尾上町長田（尾上町長田交差点、兵庫県道718号明石高砂線交点）
- 総延長：1.322 km

## 地理

### 通過する自治体
- 加古川市

### 交差する道路
| 交差する道路                      | 交差する場所   | 交差する場所            |
| --------------------------------- | -------------- | ----------------------- |
| 兵庫県道129号別府港加古川停車場線 | 加古川町北在家 | 起点                    |
| 国道250号                         | 加古川町北在家 | 鶴林寺南交差点          |
| 兵庫県道554号姫路明石自転車道線   | 尾上町長田     | 長田北交差点            |
| 兵庫県道718号明石高砂線           | 尾上町長田     | 尾上町長田交差点 / 終点 |

### 交差する鉄道
- 山陽新幹線
- 山陽電気鉄道本線

### 沿線
- 鶴林寺
- 加古川市立尾上小学校